# Node 4-Giordana Racing/Saison 2012
Dieser Artikel listet Erfolge und Fahrer des Radsportteams Node 4-Giordana Racing in der Saison 2012 auf.

## Erfolge in der UCI Europe Tour
| Datum     | Rennen                                      | Kat. | Sieger             |
| --------- | ------------------------------------------- | ---- | ------------------ |
| 11. April | 1. Etappe Tour du Loir-et-Cher              | 2.2  | Michael Northley   |
| 20. Mai   | 1. Etappe An Post Rás                       | 2.2  | Marcin Białobłocki |
| 24. Juni  | Irische Meisterschaft – Straßenrennen (U23) | NC   | Philip Lavery      |
| 22. Juli  | Grand Prix de Pérenchies                    | 1.2  | Rico Rogers        |

## Platzierung in UCI-Ranglisten
| UCI Continental Circuit | Platz |
| ----------------------- | ----- |
| UCI Asia Tour 2012      | 49    |
| UCI Europe Tour 2012    | 66    |

## Zugänge – Abgänge
| Zugänge          | Team 2011                | Abgänge           | Team 2012        |
| ---------------- | ------------------------ | ----------------- | ---------------- |
| Philip Lavery    | An Post-Sean Kelly       | Ian Bibby         | Endura Racing    |
| David Clarke     | Endura Racing            | Jonathan McEvoy   | Endura Racing    |
| James Moss       | Endura Racing            | Tobyn Horton      | Team Raleigh-GAC |
| Rico Rogers      | Giant Kenda Cycling Team | William Bjergfelt | Unbekannt        |
| Michael Northley | PureBlack Racing         | Andrew Roche      | Unbekannt        |
| Mathew Cronshaw  | Team Raleigh             |                   |                  |
| Kieran Frend     | Neoprofi                 |                   |                  |
| Matt Higgins     | Neoprofi                 |                   |                  |

## Mannschaft
| Name               | Geburtstag         | Nationalität           |
| ------------------ | ------------------ | ---------------------- |
| Marcin Białobłocki | 2. September 1983  | Polen                  |
| David Clarke       | 20. Mai 1979       | Vereinigtes Königreich |
| Mathew Cronshaw    | 30. September 1988 | Vereinigtes Königreich |
| Lee Davis          | 18. Juni 1970      | Vereinigtes Königreich |
| Kieran Frend       | 22. März 1989      | Vereinigtes Königreich |
| Matt Higgins       | 2. Mai 1977        | Vereinigtes Königreich |
| Philip Lavery      | 17. August 1990    | Irland                 |
| Andrew Magnier     | 6. Juli 1988       | Vereinigtes Königreich |
| James Moss         | 11. Februar 1985   | Vereinigtes Königreich |
| Michael Northley   | 24. März 1987      | Neuseeland             |
| Rico Rogers        | 25. April 1978     | Neuseeland             |
| James Sampson      | 24. Juli 1986      | Vereinigtes Königreich |
| Peter Williams     | 13. Dezember 1986  | Vereinigtes Königreich |